# 小行星7505
小行星7505（7505 Furusho）是一颗绕太阳运转的小行星，为火星轨道穿越小行星。该小行星于1997年1月3日发现。

## 轨道参数
小行星7505的轨道半长轴为2.6373137 UA，离心率为0.38。